# Turbinicarpus mandragora
Turbinicarpus mandragora är en kaktusväxtart som först beskrevs av Alwin Berger, och fick sitt nu gällande namn av A.D. Zimmerman. Turbinicarpus mandragora ingår i släktet Turbinicarpus och familjen kaktusväxter.

## Underarter
Arten delas in i följande underarter:
- T. m. mandragora
- T. m. pailanus

## Bildgalleri

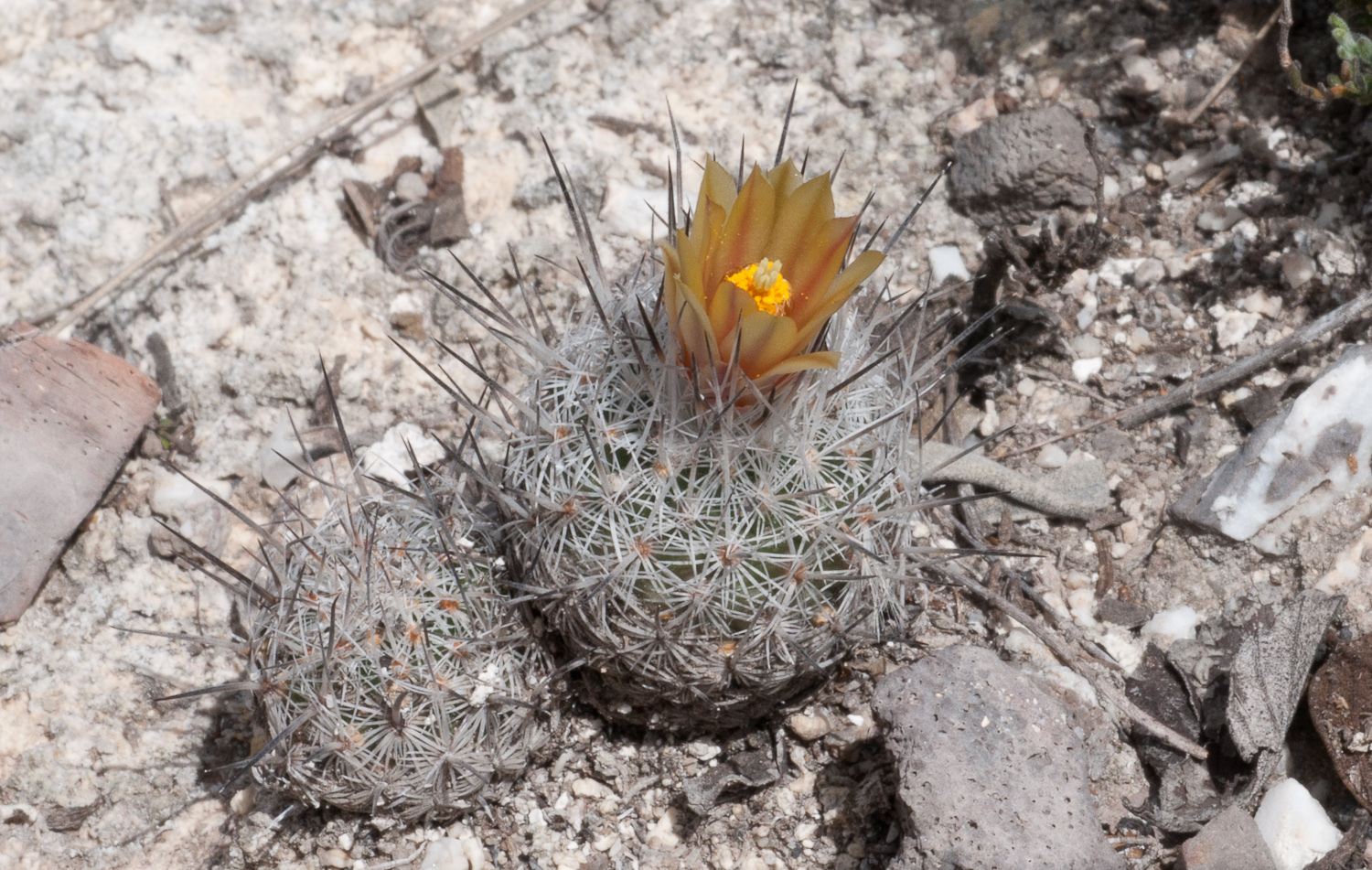